# Afrochrześcijaństwo
Afrochrześcijaństwo (Kościoły afrochrześcijańskie) – ruchy religijne powstałe w Czarnej Afryce w wyniku oderwania się od misyjnych Kościołów chrześcijańskich (zarówno katolickich, jak i protestanckich). Uniezależnienie to dokonało się zarówno na płaszczyźnie organizacyjnej, jak i dogmatycznej. W wielu przypadkach było ono wyrazem dążeń niepodległościowych miejscowych ludów, wyzwolenia się spod władzy białych i przywrócenia godności ludności czarnej (koncepcja Czarnego Mesjasza). Na kult i doktrynę tych kościołów duży wpływ wywarły rodzime religie afrykańskie – ważnymi elementami liturgii są wspólne modlitwy, tańce, egzorcyzmy, wierni wpadają w trans.
Obecnie w Afryce istnieje około 9 tysięcy niezależnych kościołów afrochrześcijańskich, do których należy około 20 mln wyznawców. Blisko połowa z nich znajduje się w Południowej Afryce, ale największy kościół afrochrześcijański – kościół kimbangistów – powstał w Demokratycznej Republice Konga.
Oprócz kościołów opartych na jednostkach, w Afryce działa też wiele kościołów opartych na tradycyjnej nauce ewangelicznej. W kościołach Afryki praktykowane są znaki, proroctwa, i mówienie innymi językami, uważane przez chrześcijan ewangelicznych za potwierdzenie nauki biblijnej z Dziejów Apostolskich.